# John Campbell, 2.º Duque de Argyll
John Campbell, 2.º Duque de Argyll, 1.º Duque de Greenwich KG (Petersham, Surrey, 10 de outubro de 1678 — Petersham, 4 de outubro de 1743), conhecido por Iain Ruaidh nan Cath ou João Vermelho das Batalhas, foi um militar e nobre escocês.

## Juventude
Nasceu em Petersham, Surrey, Inglaterra, na residência de sua avó materna. Seus pais eram Archibald Campbell, 1º Duque de Argyll e Elizabeth Tollemache, filha de Sir Lionel Tollemache, 3º Baronete.
Foi tutorado por Walter Campbell de Dunloskin, seguido por John Anderson e depois, Alexandre Cunningham. Em 1694 seu pai convenceu Guilherme III a dar a John, então com apenas catorze anos de idade, o cargo de coronel do regimento criado pela família Argyll para o rei, após a sua aceitação da coroa escocesa em 1689. Serviu, por um breve período, na Guerra dos Nove Anos.
Após a dissolução do regimento, fez uma viagem pela Europa de 1699 a 1700 com o seu tutor Alexander Cunningam.

## Chefe do clã Campbell
Sucedeu seu pai como Duque de Argyll e chefe do clã Campbell em 25 de setembro de 1703. Em 26 de novembro de 1705, por seu apoio ao Ato de União, recebeu os títulos do pariato da Inglaterra de 1º Barão de Chatham e de 1º Conde de Greenwich. Lutou durante a Guerra da Sucessão Espanhola no Exército britânico sob as ordens do comandante geral, o Duque de Marlborough, e lutou nas batalhas de Ramillies, Oudenarde e Malplaquet.
Em 22 de dezembro de 1710 recebeu a condecoração de Cavaleiro da Jarreteira, e em 1711 foi nomeado comandante-em-chefe das forças britânicas na Espanha pelo ministério tory do Lorde de Oxford e do Lorde de Bolingbroke, e foi Governador de Minorca de 1712 a 1716. Em 1713, porém, Argyll não contente com a política do atual ministério, se uniu à oposição whig e proferiu discursos contra o governo na Câmara dos Lordes. Em julho de 1714, por ocasião do agravamento da doença da Rainha Ana, a presença inesperada de Argyll e do Duque de Somerset no Conselho Privado impediu que o Lorde de Bolingbroke tomasse o poder total sobre a queda de Oxford, e, assim, talvez assegurou a sucessão da Casa de Hanôver.
Argyll se casou por contrato pela primeira vez com Mary Brown, filha de John Brown e de Ursula Duncombe, em 30 de dezembro de 1701. Eles se separaram logo após o casamento. Seu segundo casamento foi em 6 de junho de 1717 com Jane Warburton, filha de Thomas Warburton e Anne Williams. Eles tiveram quatro filhas que atingiram a maturidade.
Sem um herdeiro do sexo masculino, seus títulos do pariato da Escócia passaram para seu irmão, Archibald Campbell, mas seus títulos ingleses foram extintos, e apesar de sua filha mais velha, Caroline, se tornar baronesa de Greenwich, em 1767, este título também se extinguiu com a sua morte em 1794.

## Rebelião jacobita
Na Rebelião jacobita de 1715, Argyll liderou o exército do governo na Batalha de Sheriffmuir e derrotou os jacobitas liderados pelo Conde de Mar. Em 27 de abril de 1719, foi recompensado com a criação do título de 1º Duque de Greenwich. Ocupou o cargo de Master-General of the Ordnance de 1725 a 1740 e foi promovido a marechal de campo em 14 de janeiro de 1736. Foi governador da fundação de caridade Foundling Hospital criada pela Carta Real de Jorge II em 1739. Em 1742, um ano antes de sua morte, foi-lhe dado o posto de comandante-em-chefe do Exército Britânico.
Está sepultado na Abadia de Westminster; seu túmulo é marcado por uma pequena pedra em forma de losango. Um grande monumento foi erguido para ele no transepto sul, desenhado pelo escultor francês Louis-François Roubiliac